# (100778) 1998 FX52
(100778) 1998 FX52 es un asteroide perteneciente al cinturón de asteroides descubierto el 20 de marzo de 1998 por el equipo del Lincoln Near-Earth Asteroid Research desde el Laboratorio Lincoln, Socorro, Nuevo México, Estados Unidos.

## Designación y nombre
Designado provisionalmente como 1998 FX52.

## Características orbitales
1998 FX52 está situado a una distancia media del Sol de 2,261 ua, pudiendo alejarse hasta 2,526 ua y acercarse hasta 1,995 ua. Su excentricidad es 0,117 y la inclinación orbital 3,270 grados. Emplea 1241,95 días en completar una órbita alrededor del Sol.

## Características físicas
La magnitud absoluta de 1998 FX52 es 16,5. 